# William Giauque
William Francis Giauque (Niagara Falls (Ontario), 12 mei 1895 – Berkeley (Californië), 28 maart 1982) was een in Canada geboren Amerikaans scheikundige. Hij won de Nobelprijs voor Scheikunde in 1949 voor zijn onderzoek naar de eigenschappen van materie bij temperaturen dicht bij het absoluut nulpunt.

## Biografie
Zijn Amerikaanse ouders, William Tecumseh Sherman en Isabella Jane (Duncan) Giauque, keerden uit Canada naar de Verenigde Staten terug. Zijn vader overleed in 1908 waarna de familie terugging naar Niagara Falls (Ontario). Na zijn middelbare school probeerde hij om geld te verdienen en elektrotechnisch ingenieur te worden, maar dit lukte niet. Maar hij kon wel een baan krijgen in een laboratorium in Niagara Falls (New York) aan de Amerikaanse zijde van de Niagarawatervallen, waarna hij besloot chemisch ingenieur te worden.
Na twee jaar gewerkt te hebben schreef hij zich in aan de Universiteit van Californië - Berkeley, waar hij in 1922 zijn Ph.D. haalde.
Hoewel hij naar de universiteit ging om ingenieur te worden ontwikkelde hij al snel een interesse in onderzoek onder invloed van Gilbert Lewis. Omdat hij een uitstekend student geweest was werd hij in 1922 docent scheikunde in Berkeley en na de verschillende stappen van het hoogleraarschap te hebben doorlopen werd hij volledig hoogleraar in 1934.
Hij ging in 1962 met pensioen. Giauque was gehuwd met de natuurkundige Muriel Francis Ashley. Ze hadden twee zonen, William Francis Ashley en Robert David Ashley. Hij overleed thuis op 28 maart 1981 als gevolg van een val.

## Absolute nulpunt
Hij raakte geïnteresseerd in de derde wet van de thermodynamica als onderzoeksveld tijdens zijn onderzoek onder professor George Ernest Gibson toen hij de relatieve entropie van glycerinekristallen en glas vergeleek. In de door hem voorgestelde wet had Walther Nernst eerder de hypothese gesteld dat entropie van een zuiver kristallijne substantie bij het absolute nulpunt nul is.
Het belangrijkste doel van zijn onderzoek was aan te tonen dat de derde wet van de thermodynamica een basis natuurwet was. Hiervoor moest hij een methode vinden om materialen af te laten koelen tot temperaturen nabij het absolute nulpunt als mogelijk. In 1926 stelde hij een methode voor om temperaturen te observeren beneden 1 graad Kelvin (−272.15 Celsius). In zijn werk met D.P. MacDougall tussen 1933 en 1935 paste hij ze succesvol toe.
Hiervoor ontwikkelde hij een magnetisch koelsysteem, waarmee hij dichter bij het nulpunt kwam dan velen voor mogelijk hielden. Na vele verbeteringen slaagde hij erin om in 1938 met vloeibaar helium een temperatuur te bereiken van 0,004 kelvin, de tot dan laagste temperatuur ooit. Dit baanbrekend werk leidde tot sterker staal, betere benzine en efficiëntere processen in de industrie.
Zijn onderzoek en dat van zijn studenten omvatten een groot aantal entropie vaststellingen van lage-temperatuur metingen, vooral bij gecondenseerde gassen. De entropieën en andere thermodynamische eigenschappen van veel gassen werden ook door kwantumstatistiek vastgesteld en door moleculaire energielevels afkomstig van bandspectra en andere bronnen.
Zijn samenwerking in het onderzoek naar de entropie van zuurstof met Dr. Herrick Johnston leidde tot de ontdekking van zuurstofisotopen 17 en 18 in de atmosfeer van de aarde en liet natuurkundigen en scheikundigen zien dat ze jaren verschillende atoomgewichten gebruikt hadden zonder het zich te realiseren.